# Obchodní dům Baťa (Karlovy Vary)
Obchodní dům Baťa v Karlových Varech se nachází ve Vřídelní ulici 82/9. Postaven byl v roce 1930 ve stylu funkcionalismu.
Byl prohlášen kulturní památkou, památkově chráněn je od 29. prosince 1989, rejstř. č. ÚSKP 36635/4-4503.

## Historie
Dům byl postaven během roku 1930 v tehdejší Křížové ulici (dnes Vřídelní) na místě staršího domu Zlatá labuť. Projekt byl zpracován v ateliérech firmy Baťa podle návrhu zlínského architekta Antonína Vítka. První nákresy připravil 1. ledna 1930 stavitel Arnošt Sehnal ze Zlína. Stavba byla provedena karlovarskou stavební firmou Paula Fišera.
V letech 1936–1937 byl zpracován návrh na úpravu obchodního parteru. Návrh připravil A. Vítek v roce 1936 a v roce 1937 upravil Klvač. Plány tehdy předložil karlovarský stavitel Julius Kubiček, který zakázku též stavebně realizoval.
Roku 1989 byl dům prohlášen kulturní památkou.
Dodnes (únor 2021) je objekt využíván jako dům obuvi. Na katastru nemovitostí je evidován jako stavba pro obchod ve vlastnictví společnosti Baťa, a. s.

## Popis
Řadový dům vystavěný ve funkcionalistickém slohu stojí ve Vřídelní ulici 9, č. p. 82. Konstrukčně se jedná o železobetonový monolitický skelet s cihelným výplňovým zdivem a lehkým obvodovým pláštěm v průčelí. Objekt je šestipodlažní s plochou střechou.